# Menorcai repülőtér
Menorca repülőtér (IATA: MAH, ICAO: LEMH) egy nemzetközi repülőtér Mahón és Sant Lluís közelében. A légikikötő 1969-ben nyílt meg. Éves utasforgalma 3 900 935 fő (2022). Üzemeltetője az AENA.

## Forgalom
Az utasforgalom az elmúlt években az alábbi módon változott:
| Utasok száma | 2 704 038 | 2 590 733 | 2 776 458 | 2 433 666 | 2 576 200 | 2 632 616 | 3 178 284 | 3 442 752 | 1 076 952 | 3 900 935 |
|              | 2003      | 2005      | 2007      | 2009      | 2011      | 2014      | 2016      | 2018      | 2020      | 2022      |

## Légitársaságok és úticélok
2025-ben a Menorcai repülőtérről az alábbi járatok indulnak (Utoljára frissítve: 2025-08-16):
| Légitársaság                  | Célállomások |
| ----------------------------- | --- |
| Air Europa                    | Szezonális: Barcelona[forrás?] |
| Air Nostrum                   | Szezonális charter: Lisbon, Porto |
| Austrian Airlines             | Szezonális: Bécs |
| Binter Canarias               | Szezonális: Gran Canaria |
| British Airways               | Szezonális: London–Gatwick |
| Brüsszel Airlines             | Szezonális: Brüsszel[forrás?] |
| Discover Airlines             | Szezonális: Frankfurt, München |
| easyJet                       | London–Gatwick Szezonális: Basel/Mulhouse, Belfast–International, Berlin, Bordeaux, Bristol, Genf, Lisbon, London–Luton, Lyon, Manchester, Milan–Malpensa, Nantes, Naples, Párizs-Charles de Gaulle repülőtér, Porto                                         |
| Edelweiss Air                 | Szezonális: Zurich |
| Eurowings                     | Szezonális: Köln/Bonn, Düsseldorf |
| Iberia                        | Madrid Szezonális: Alicante,[forrás?] Bilbao (kezdődik 10 March 2026), Ibiza, León, Palma de Mallorca, Valencia, Zaragoza |
| Iberojet                      | Szezonális charter: Lisbon[forrás?] |
| ITA Airways                   | Szezonális: Milan–Linate,[forrás?] Róma–Fiumicino[forrás?] |
| Jet2.com                      | Szezonális: Belfast–International, Birmingham, Bournemouth, Bristol, East Midlands, Edinburgh, Glasgow, Leeds/Bradford, Liverpool, London–Luton (kezdődik 5 May 2026), London–Stansted, Manchester, Newcastle upon Tyne                                      |
| Lufthansa                     | Szezonális: München[forrás?] |
| Luxair                        | Szezonális: Luxembourg |
| Neos                          | Szezonális: Bergamo, Bologna, Milan–Malpensa, Róma-Fiumicino, Venice, Verona |
| Ryanair                       | Barcelona, Málaga Szezonális: Alicante, Bergamo, Bologna, Bordeaux[forrás?], Charleroi,[forrás?] Dublin, East Midlands, London–Stansted, Madrid, Manchester, Marseille, Naples, Róma–Fiumicino, Santiago de Compostela, Seville, Treviso, Toulouse, Valencia |
| Scandinavian Airlines         | Szezonális charter: Oslo |
| SkyAlps                       | Szezonális: Bolzano |
| Smartwings                    | Szezonális: Prága Szezonális charter: Porto |
| Swiss International Air Lines | Szezonális: Genf |
| TAP Air Portugal              | Szezonális: Lisbon |
| Transavia                     | Szezonális: Amszterdam, Lyon, Nantes, Párizs–Orly |
| TUI Airways                   | Szezonális: Birmingham,[forrás?] Bournemouth,[forrás?] Bristol,[forrás?] Cardiff,[forrás?] East Midlands,[forrás?] Exeter,[forrás?] Glasgow,[forrás?] London–Gatwick, London–Stansted,[forrás?] Manchester, Newcastle upon Tyne, Norwich                     |
| TUI fly Belgium               | Szezonális: Brüsszel |
| TUI fly Deutschland           | Szezonális: Düsseldorf, Frankfurt, Hannover, München, Stuttgart |
| Uep Fly                       | Palma de Mallorca[forrás?] |
| Volotea                       | Szezonális: Asturias, Bilbao, Brest, Bordeaux, Lille, Lyon, Marseille, Montpellier, Nantes, San Sebastián, Zaragoza |
| Vueling                       | Barcelona Szezonális: Bilbao, Málaga[forrás?], Párizs–Orly |

## Kifutópályák
A repülőtér futópályái:
- 01L/19R (2550 m, 45 m, aszfalt)
- 01R/19L (2100 m, 45 m, aszfalt)